# Rufius Praetextatus Postumianus
Rufius Praetextatus Postumianus war ein spätantiker, weströmischer Politiker des 5. Jahrhunderts. 
Postumianus war der Sohn von Avitus Marinianus, Konsul im Jahr 423, und Anastasia. Sein Bruder war Rufius Viventius Gallus, der das Amt des Stadtpräfekten bekleidete.
Seine  Karriere ist durch eine Inschrift aus Rom überliefert; so war er Quästor (als Kandidat), praetor urbanus, tribunus et notarius praetorianus und zweimaliger Stadtpräfekt. Im Jahr 448 war er zusammen mit Flavius Zeno Konsul. Außer dem Konsulat sind seine Ämter zeitlich nicht genau einzuordnen. Er führte den Ehrentitel vir clarissimus.